# Liste der denkmalgeschützten Objekte in Putzleinsdorf
Die Liste der denkmalgeschützten Objekte in Putzleinsdorf enthält die 5 denkmalgeschützten, unbeweglichen Objekte der Gemeinde Putzleinsdorf in Oberösterreich (Bezirk Rohrbach).

## Denkmäler
| Foto |                 | Denkmal                                                           | Standort                                                  | Beschreibung | Metadaten |
| ---- | --------------- | ----------------------------------------------------------------- | --------------------------------------------------------- | --- | --- |
| ja   | Datei hochladen | Kath. Pfarrkirche hl. Veit/Vitus HERIS-ID: 18547 Objekt-ID: 14841 | Markt Standort KG: Putzleinsdorf                          | Der dreijochige, hochbarocke Saalbau mit Rechteckchor wurde zwischen 1706 und 1708 durch den Baumeister Salomon Peißmann errichtet. Der ehemals gotische Vorgängerbau gehörte ab dem Ende des 13. Jahrhunderts ursprünglich als Filialkirche zu Sarleinsbach. | BDA-Hist.: Q37845202 Status: Bescheid Stand der BDA-Liste: 2025-06-30 Name: Kath. Pfarrkirche hl. Veit/Vitus GstNr.: 112 Pfarrkirche Putzleinsdorf |
| ja   | Datei hochladen | Pfarrhof, Hanriederhaus HERIS-ID: 18513 Objekt-ID: 14807          | Markt 1 Standort KG: Putzleinsdorf                        | Der Pfarrhof ist ein spätmittelalterliches Gebäude mit Um- und Zubauten aus dem 17. und 18. (Obergeschoß) Jahrhundert. Der zweigeschoßige, giebelständige Haus mit Walmdach besitzt eine Gedenktafel für den Pfarrer und Mundartdichter Norbert Hanrieder. | BDA-Hist.: Q37845155 Status: Bescheid Stand der BDA-Liste: 2025-06-30 Name: Pfarrhof, Hanriederhaus GstNr.: 110 Pfarrhof Putzleinsdorf             |
| ja   | Datei hochladen | Kath. Filialkirche Maria Bründl HERIS-ID: 18548 Objekt-ID: 14842  | Bründl Standort KG: Putzleinsdorf                         | Der tonnengewölbte Saalbau der Filial- und Wallfahrtskirche Maria Bründl wurde zwischen 1712 und 1716 an Stelle einer hölzernen Kapelle errichtet. Die schlichte Kirche mit angestiftetem Walmdach und mittels Lisenen gegliederter Fassade beherbergt einen frühbarocken Hochaltar (1660/79), der ein Gnadenbild Maria-Hilf (1714) von Johann Philipp Ruckerbauer zeigt. | BDA-Hist.: Q37845212 Status: § 2a Stand der BDA-Liste: 2025-06-30 Name: Kath. Filialkirche Maria Bründl GstNr.: .2 Wallfahrtskirche Maria Bründl   |
| ja   | Datei hochladen | Bildstock HERIS-ID: 18559 Objekt-ID: 14853                        | Hanriederstraße 9, in der Nähe Standort KG: Putzleinsdorf | Die Tabernakelsäule am Eingang zum Friedhof beherbergt ein erneuertes Marienbild und ist mit der Jahreszahl 1675 bezeichnet. | BDA-Hist.: Q37845246 Status: § 2a Stand der BDA-Liste: 2025-06-30 Name: Bildstock GstNr.: 91/2 Bildstock Putzleinsdorf Friedhof                    |
| ja   | Datei hochladen | Bildstock HERIS-ID: 18555 Objekt-ID: 14849                        | bei Daglesbach 6 Standort KG: Ollerndorf                  | Die Tabernakelsäule in Daglesbach beherbergt ein erneuertes Bild der Kreuzigung mit den Heiligen Leonhard und Isidor. Die Säule ist mit der Jahreszahl 1673 bezeichnet. | BDA-Hist.: Q37845221 Status: § 2a Stand der BDA-Liste: 2025-06-30 Name: Bildstock GstNr.: 5991 Bildstock Daglesbach 6                              |